# Kościół św. Marcina z Tours w Radzanowie
Kościół świętego Marcina z Tours – rzymskokatolicki kościół parafialny należący do dekanatu przytyckiego diecezji radomskiej.
Budowa świątyni została rozpoczęta w 1807 roku przez Macieja Skrodzkiego, ale została przerwana jego chorobą i śmiercią w 1810 roku. W latach 1817–1820 budowa została ukończona przez dziedzica Józefa Krassowskiego. Kościół został przebudowany w latach 1880 (podczas urzędowania księdza Leona Kowalskiego) i 1908–1910 (podczas urzędowania księdza kanonika Bronisława Kwarcińskiego) – być może według projektu Stefana Szyllera.

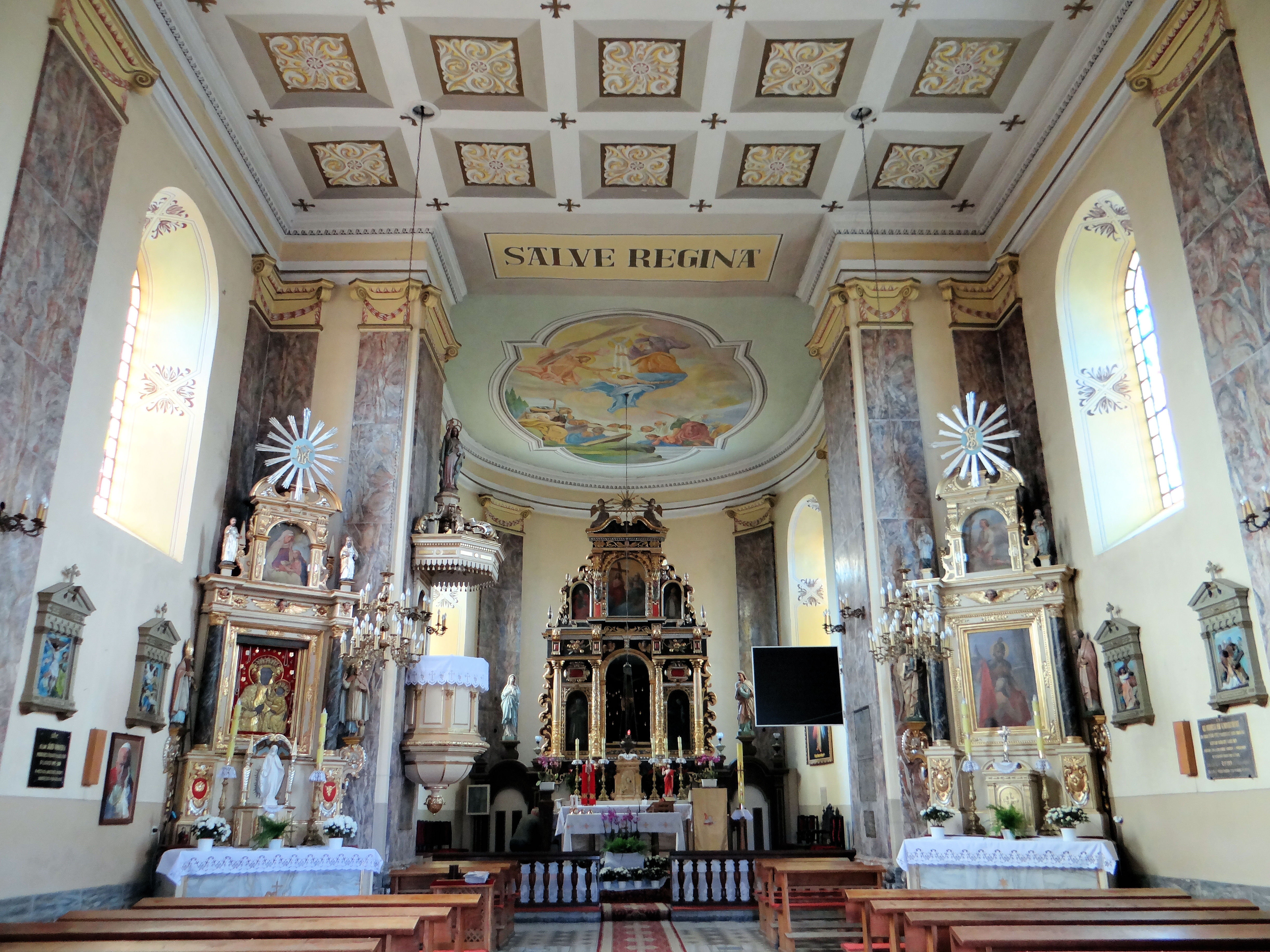
Wnętrze kościoła

Jest to jednonawowa budowla, reprezentująca styl klasycystyczny, wybudowana na planie krzyża łacińskiego. Ołtarz główny, pochodzący z połowy XVII wieku, sprowadzony z Wąchocka, jest trzyczęściowy: w polu głównym znajduje się krucyfiks (Chrystus na krzyżu), a na zasuwie jest umieszczony Obraz Matki Bożej Niepokalanie Poczętej, tzw. Anielskiej. W ołtarzach bocznych znajdują się wizerunki: Matki Boskiej Częstochowskiej, św. Anny razem z Matką Bożą, św. Marcina i św. Izydora Oracza. Na bocznych ścianach nawy są zawieszone obrazy św. Antoniego i św. Kajetana. Na kamiennej chrzcielnicy, z drewnianą pokrywą z XVIII wieku, widnieją data 1603, herb Trzaska oraz litery P.I.P.R. We wnętrzu świątyni znajdują się epitafia nagrobne: Zofii z Ostromęckich Makowieckiej oraz Franciszka Makowieckiego, pisarza ziemi czerskiej, zmarłego w swych dobrach Rogolinie w 1807 roku; Tadeusza Kicińskiego (zmarłego w 1900 roku) i Walentego Antoniego Kicińskiego (zmarłego w 1867 roku); Leona Osuchowskiego (zmarłego w 1880 roku), obywatela ziemskiego.